# Gazania

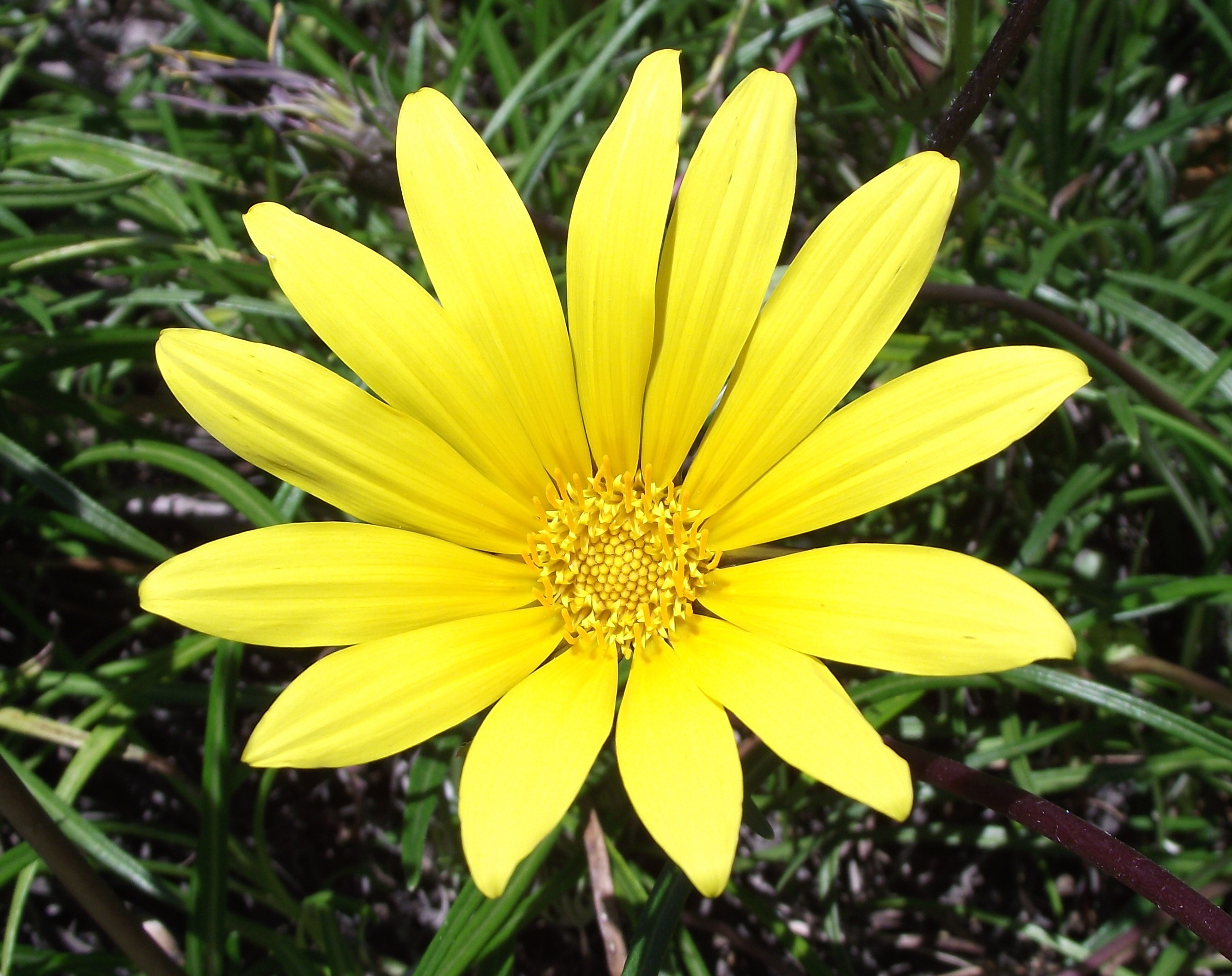
Gazania krebsiana

Gazania (Gazania Gaertn.) – rodzaj roślin należący do rodziny astrowatych. Należy do niego kilkanaście gatunków roślin pochodzących z Afryki Południowej i tropikalnych obszarów Afryki. Nazwa rodzaju nadana została dla upamiętnienia średniowiecznego uczonego Teodora z Gazy.
Odmiany uprawne mieszańcowego pochodzenia określane są zbiorową nazwą gazanii lśniącej G. × splendens.

## Morfologia
Rośliny jednoroczne i byliny. Liście długie i wąskie, całobrzegie do głęboko klapowanych. U wielu gatunków na górnej stronie są ciemnozielone, na spodniej białosrebrzyste i pokryte kutnerem, u niektórych są obustronnie owłosione. Kwiaty zebrane w koszyczki wyrastające na krótkich szypułach. Mają różne kolory: kremowy, żółty, złoty, różowy, czerwony i wszystkie pośrednie odcienie tych kolorów. W koszyczku na zewnątrz znajdują się kwiaty języczkowe, wewnątrz kwiaty rurkowate. Zazwyczaj kwiaty języczkowe mają na płatkach kontrastujące, barwne paski lub plamy u nasady. Kwitną długo; od wiosny przez całe lato. Ich kwiaty zamykają się przy złej pogodzie.

## Systematyka
Pozycja systematyczna
Rodzaj z rodziny astrowatych (Asteraceae). W obrębie rodziny należy do podplemienia Gorteriinae z plemienia Arctotideae zaliczanego tradycyjnie do podrodziny Cichorioideae, a od końca drugiej dekady XXI wieku do podrodziny Vernonioideae. 
Wykaz gatunków
- Gazania caespitosa Bolus
- Gazania ciliaris DC.
- Gazania heterochaeta DC.
- Gazania jurineifolia DC.
- Gazania krebsiana Less.
- Gazania lanata Magee & Boatwr.
- Gazania leiopoda (DC.) Roessler
- Gazania lichtensteinii Less.
- Gazania linearis (Thunb.) Druce
- Gazania maritima Levyns
- Gazania othonnites Less.
- Gazania pectinata (Thunb.) Hartweg
- Gazania rigens (L.) Gaertn. – gazania sztywna[5]
- Gazania rigida (Burm.f.) Roessler
- Gazania schenckii O.Hoffm.
- Gazania serrata DC.
- Gazania splendidissima Mucina, Magee & Boatwr.
- Gazania tenuifolia Less.
- Gazania thermalis Dinter

## Zastosowanie
Niektóre gatunki są uprawiane jako rośliny ozdobne, zazwyczaj jednak uprawia się bardziej ozdobne mieszańce różnych gatunków i kultywary. W krajach o ciepłym klimacie są uprawiane w ogrodach jako rośliny rabatowe, w ogrodach skalnych, czasami w pojemnikach na tarasach i werandach. W Polsce ze względu na klimat są uprawiane tylko jako rośliny jednoroczne, zazwyczaj z sadzonek wyprodukowanych przez specjalistów.

## Uprawa
Wymagają stanowiska w pełnym słońcu, przepuszczalnego (piaszczystego) podłoża. Ziemia nie powinna być podmokła, jednak w czasie dłuższych upałów wskazane jest ściółkowanie i podlewanie. Rozmnaża się je przez odkład, sadzonki, lub z nasion wysiewanych pod koniec zimy.